# IPhone X
iPhone X (wym. ang. iPhone Ten) – smartfon zaprojektowany i sprzedawany przez firmę Apple. Został zaprezentowany 12 września 2017 roku, wraz z iPhone'em 8 i iPhone'em 8 Plus w Steve Jobs Theater, w kampusie Apple Park, przez Tima Cooka, dyrektora generalnego Apple. Smartfon nosi nazwę iPhone'a X, ponieważ obchodzi dziesiątą rocznicę jego powstania.
iPhone X występuje w dwóch wariantach kolorystycznych – gwiezdnej szarości oraz srebrnym. Smartfon został wykonany ze szkła połączonego z chirurgiczną stalą nierdzewną. Model ten wyposażony jest w funkcję bezprzewodowego ładowania oraz cechuje się odpornością na zachlapania, wodę i pył (stopień ochrony IP67). Jest to pierwszy iPhone z ekranem w technologii OLED, będący zarazem ekranem edge-to-edge. Smartfon dostępny jest w dwóch wariantach pamięci: 64 GB lub 256 GB. Funkcja Touch ID została zastąpiona technologią rozpoznawania twarzy Face ID. Nowy procesor A11 Bionic został wykonany w architekturze 64-bitowej, posiada on system neuronowy oraz wbudowany koprocesor ruchu M11.
Przedsprzedaż smartfonu rozpoczęła się 27 października 2017 roku, a od 3 listopada 2017 jest dostępny w normalnej sprzedaży. Dnia 21 września 2018 Apple zaprzestało sprzedawać i produkować iPhone X na rzecz nowego modelu XS oraz XS Max.